# Rama-VI.-Brücke
| Spurweite: | 1000 mm (Meterspur) |                                         |                                         |
| |                     |                                         |                                         |
| \| \| 0,0 \| Bangkok Hua Lamphong \| Bangkok Hua Lamphong \| \| \| 2,17 \| Yommarat \| Yommarat \| \| \| \| Ostbahn nach Ban Klong Luk \| \| \| \| 3,29 \| Chitlada-Palast (Königsbahnhof) \| Chitlada-Palast (Königsbahnhof) \| \| \| \| \| \| \| \| 6,37 \| Pra Diphat \| Pra Diphat \| \| \| \| \| \| \| \| 7,47 \| Krung Thep Aphiwat Central Terminal \| Krung Thep Aphiwat Central Terminal \| \| \| 9,00 \| Phahon Yothin (Güterbahnhof) \| Phahon Yothin (Güterbahnhof) \| \| \| \| \| \| \| \| \| Nordostbahn und Nordbahn \| \| \| \| 10,38 \| Bang Son Halt \| Bang Son Halt \| \| \| \| \| \| \| \| 12,90 \| Bang Son \| Bang Son \| \| \| \| Hafen \| \| \| \| 12,85 \| Straßenbrücke 192,5 m \| Straßenbrücke 192,5 m \| \| \| 13,15 \| Rama-VI.-Brücke über den Chao Phraya \| Rama-VI.-Brücke über den Chao Phraya \| \| \| 17,94 \| Bang Bamru \| Bang Bamru \| \| \| 0,0 \| Bangkok-Thonburi \| Bangkok-Thonburi \| \| \| 0,87 \| Thonburi bis 2003: Bangkok Noi \| Thonburi bis 2003: Bangkok Noi \| \| \| \| Kilometrierungswechsel: \| \| \| \| \| Bahnhof Hua Lamphong / Bahnhof Thonburi \| \| \| \| \| \| \| \| \| 6,08 \| Taling Chan Junction \| Taling Chan Junction \| \| \| \| Südbahn und Thailand-Burma-Eisenbahn \| \| |                     |                                         |                                         |
| Kopfbahnhof Streckenanfang (Strecke außer Betrieb) | 0,0                 | Bangkok Hua Lamphong                    | Bangkok Hua Lamphong                    |
| Bahnhof (Strecke außer Betrieb) | 2,17                | Yommarat                                | Yommarat                                |
| Abzweig ehemals geradeaus, ehemals nach rechts und von rechts |                     | Ostbahn nach Ban Klong Luk              | Ostbahn nach Ban Klong Luk              |
| Bahnhof | 3,29                | Chitlada-Palast (Königsbahnhof)         | Chitlada-Palast (Königsbahnhof)         |
| |                     |                                         |                                         |
| Bahnhof | 6,37                | Pra Diphat                              | Pra Diphat                              |
| Strecke von links · Abzweig geradeaus und nach rechts |                     |                                         |                                         |
| Strecke · Bahnhof | 7,47                | Krung Thep Aphiwat Central Terminal     | Krung Thep Aphiwat Central Terminal     |
| Dienststation / Betriebs- oder Güterbahnhof · Strecke | 9,00                | Phahon Yothin (Güterbahnhof)            | Phahon Yothin (Güterbahnhof)            |
| Strecke nach links · Abzweig geradeaus und von rechts |                     |                                         |                                         |
| Abzweig geradeaus und nach rechts |                     | Nordostbahn und Nordbahn                | Nordostbahn und Nordbahn                |
| Haltepunkt / Haltestelle | 10,38               | Bang Son Halt                           | Bang Son Halt                           |
| Abzweig geradeaus und ehemals nach links · Strecke von rechts (außer Betrieb) |                     |                                         |                                         |
| Strecke · Bahnhof (Strecke außer Betrieb) | 12,90               | Bang Son                                | Bang Son                                |
| Strecke · Betriebs-/Güterbahnhof Streckenende (Strecke außer Betrieb) |                     | Hafen                                   | Hafen                                   |
| Brücke | 12,85               | Straßenbrücke 192,5 m                   | Straßenbrücke 192,5 m                   |
| Brücke über Wasserlauf | 13,15               | Rama-VI.-Brücke über den Chao Phraya    | Rama-VI.-Brücke über den Chao Phraya    |
| Bahnhof | 17,94               | Bang Bamru                              | Bang Bamru                              |
| Strecke · Kopfbahnhof Streckenanfang (Strecke außer Betrieb) | 0,0                 | Bangkok-Thonburi                        | Bangkok-Thonburi                        |
| Strecke · Kopfbahnhof Strecke bis hier außer Betrieb | 0,87                | Thonburi bis 2003: Bangkok Noi          | Thonburi bis 2003: Bangkok Noi          |
| Kilometer-Wechsel |                     | Kilometrierungswechsel:                 | Kilometrierungswechsel:                 |
| Strecke |                     | Bahnhof Hua Lamphong / Bahnhof Thonburi | Bahnhof Hua Lamphong / Bahnhof Thonburi |
| Abzweig geradeaus und von links · Strecke nach rechts |                     |                                         |                                         |
| Bahnhof | 6,08                | Taling Chan Junction                    | Taling Chan Junction                    |
| Strecke |                     | Südbahn und Thailand-Burma-Eisenbahn    | Südbahn und Thailand-Burma-Eisenbahn    |

Die Rama-VI.-Brücke (thailändisch สะพานพระราม 6) ist eine Eisenbahnbrücke in Bangkok und bis heute die einzige Eisenbahnbrücke, die den Chao Phraya quert.

## Geografische Lage
Die Brücke stellt die einzige und zentrale Verbindung zwischen den beiden Teilnetzen der Thailändischen Staatsbahn im Nordosten und Südwesten des Landes her. Sie quert den Chao Phraya zwischen den beiden Bezirken Bang Sue und Bang Phlat.

## Konstruktion
Die Brücke ist eine Stahl-Fachwerkbrücke. Sie hat fünf Felder mit 77,26 Meter, 83,46 Meter, 120,00 Meter, 83,46 Meter und 77,26 Meter Spannweite.

## Geschichte
Zu Beginn des Eisenbahnzeitalters in Thailand, im ersten Jahrzehnt des 20. Jahrhunderts, waren die Voraussetzungen für eine Querung des Chao Phraya finanziell und technisch noch nicht gegeben. So entstanden im Land zunächst zwei getrennte Eisenbahnnetze: Östlich des Chao Phraya ein Netz in Normalspur unter der Leitung deutscher Ingenieure, westlich des Chao Phraya ein Netz in Meterspur, im Wesentlichen unter der Leitung britischer Ingenieure. Im Ersten Weltkrieg wurde das deutschstämmige Personal weitgehend entsorgt, woraus sich eine Dominanz des britischen Einflusses ergab. Hinzu kam, dass die Bahnen der Nachbarländer alle die Meterspur verwendeten. 1919–1929 kam es so zu einer umfassenden Umspurung der Normalspurstrecken auf Meterspur. Dies machte nun auch die Verbindung beider Teilnetze sinnvoll.
1920 wurde ein Enteignungsgesetz erlassen, dass den Erwerb der für eine Brücke und die Zufahrtstrecken erforderlichen Grundstücke ermöglichte. Mit dem Bau der Brücke wurde im Dezember 1922 begonnen. Ausgeführt wurde er von der französischen Daydé & Compagnie. Die Arbeiten wurden im November 1925 abgeschlossen. Am 25. November 1925 aber starb König Vajiravudh (Rama VI.), so dass die Eröffnung von seinem Nachfolger, König Prajadhipok (Rama VII.) vorgenommen wurde. Als Tag der Eröffnung wurde der 46. Geburtstag des verstorbenen Königs, der 1. Januar 1926, gewählt und die Brücke nach dem Verstorbenen benannt.
Im Zweiten Weltkrieg wurde die Brücke am 9. Februar 1945 durch Alliierte Bombenangriffe zerstört. In den folgenden Jahren bestand deshalb das thailändische Eisenbahnsystem wieder aus zwei getrennten Netzen, wie vor dem Bau der Brücke. Wenn Eisenbahnfahrzeuge zwischen den beiden Teilnetzen ausgetauscht werden mussten, erfolgte das mit einem Trajekt. Die Brücke wurde zwischen 1950 und 1953 wieder aufgebaut und am 12. Dezember 1953 zum zweiten Mal eröffnet.
Die Brücke und ihre Zufahrtsstrecken wurden 2000 zweigleisig aus- und zusätzlich ein Fußgängersteg angebaut. Dies erfolgte ohne eine statische Verstärkung und zunächst ohne Signalisierung. Nachdem diese nachgerüstet worden war, wurde der zweigleisige Betrieb in zwei aufeinander folgenden Abschnitten 2003 und 2004 aufgenommen.

## Bedeutung
Die Rama-VI.-Brücke war die erste Brücke über den Chao Phraya überhaupt und ist bis heute die einzige Eisenbahnbrücke, die den Fluss überspannt. Damit stellt sie eine zentrale Komponente in der Eisenbahninfrastruktur des Landes dar. Bis 1984 war sie mit 441 Metern die längste Brücke Thailands. Heute steht sie diesbezüglich nur noch an 11. Stelle, ist aber nach wie vor die längste Eisenbahnbrücke des Landes.

## Wissenswert
Neben der Rama-VI.-Eisenbahnbrücke gibt es sieben Straßenbrücken über den Chao Phraya, die nach weiteren Königen der Chakri-Dynastie (jeweils mit dem Thronnamen „Rama“ und der zugehörigen Ordnungszahl) benannt sind:
- Phra Phutthayotfa Chulalok (Rama I.)
- Phra Nang Klao (Rama III.): Rama-III.-Brücke
- Mongkut (Rama IV.):
- Chulalongkorn (Rama V.), der Große
- Prajadhipok (Rama VII.)
- Ananda Mahidol (Rama VIII.): Rama-VIII.-Brücke
- Bhumibol Adulyadej (Rama IX.): Rama-IX.-Brücke

Weiter gibt es eine nach König Phra Putthaloetla Naphalai (Rama II.) benannte Straßenbrücke, die den Tha Chin überspannt.